# Ask Me Why
Singles de The Beatles
Love Me Do/P.S. I Love You
(1962) From Me to You/Thank You Girl
(1963)
Pistes de Please Please Me
Boys Please Please Me
Ask Me Why est une chanson des Beatles composée par John Lennon et Paul McCartney sur une idée de John Lennon, en 1962. Présente dans le répertoire du groupe lors de ses concerts au Cavern Club de Liverpool, la chanson est interprétée par les Beatles lors de leur audition chez EMI le 6 juin 1962. Elle n'est pas retenue par le producteur George Martin comme premier single des Fab Four.
Cette chanson d'amour à la structure complexe et à l'ambiance feutrée est finalement choisie en face B de leur deuxième single, Please Please Me qui se classe ou non en tête des charts britanniques selon les classements retenus à sa sortie en janvier 1963. Elle apparaît également sur l'album du même nom en mars de la même année. Aux États-Unis, elle est publiée avec difficulté par le label Vee Jay, la sortie du catalogue des Beatles posant à cette époque un certain nombre de problèmes dans ce pays.
Quelques reprises en ont été enregistrées. Une version live par les Beatles apparaît également sur un album en 1977.

## Genèse et analyse
Ask Me Why est composé sur une idée de John Lennon en 1962 pour que les Beatles puissent interpréter des compositions originales lors de leurs prestations au Cavern Club de Liverpool. Terminée avec l'aide de Paul McCartney, la chanson est régulièrement interprétée par le groupe durant ses concerts. Il s'agit d'une chanson d'amour dans laquelle le chanteur principal déclare son amour et explique ne pas parvenir à croire à ce qui lui arrive, complétant : « Ask me why, I'll say I love you,/And I'm always thinking of you. » (« Demande moi pourquoi, je te dirai que je t'aime,/Et que je pense tout le temps à toi. » Sur la forme, Ask Me Why est composée en mi majeur, et est selon le musicologue Alan Pollack, une chanson complexe avec de nombreuses variations dans sa structure. La chanson s'inspire du style de Smokey Robinson & the Miracles.

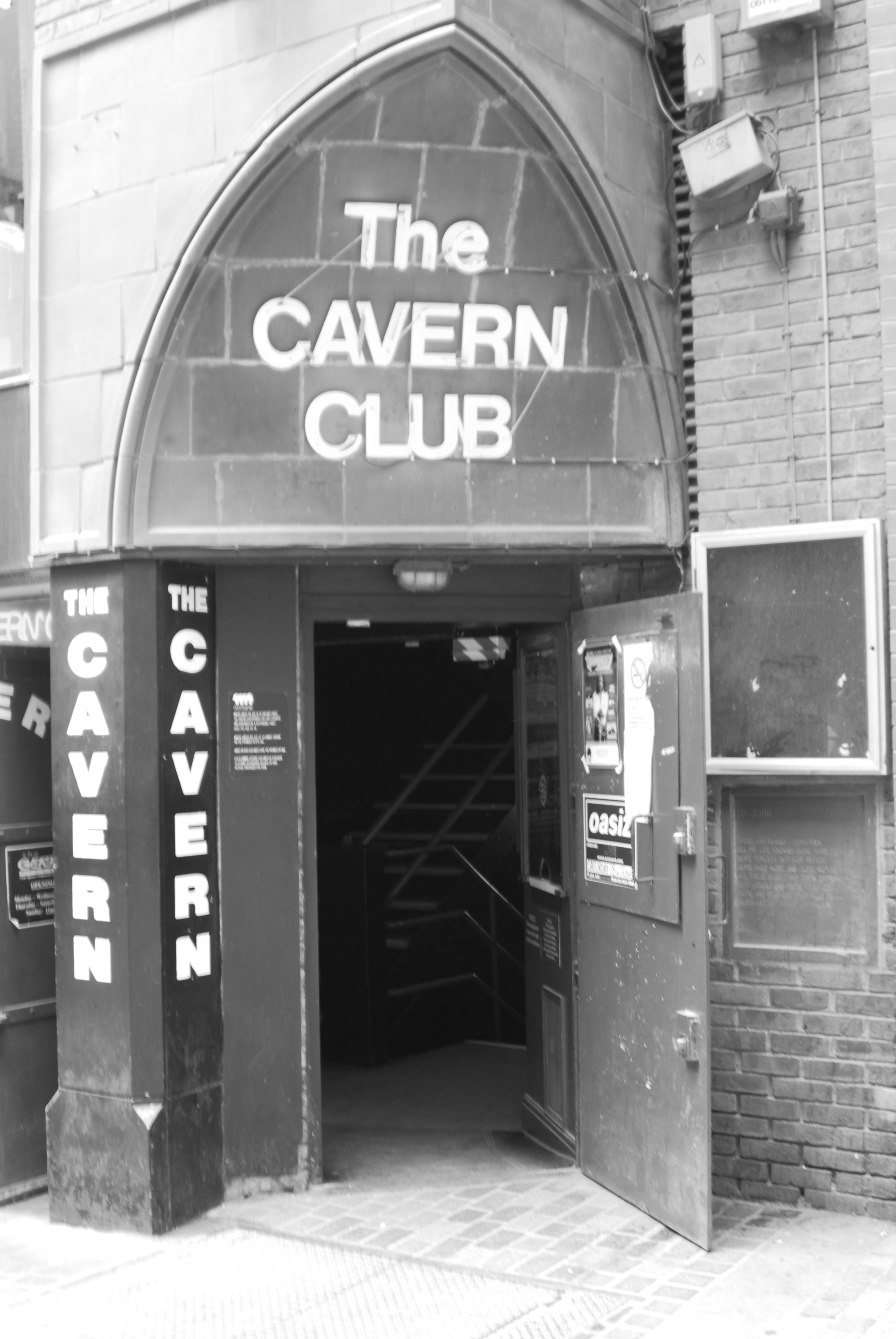
Ask Me Why est une des chansons que les Beatles avaient pour habitude d'interpréter au Cavern Club de Liverpool.

Avec Besame Mucho, Love Me Do et P.S. I Love You, Ask Me Why est une des chansons que les Beatles, alors composés de John Lennon, Paul McCartney, George Harrison et Pete Best, interprètent lors de leur première séance avec le producteur George Martin aux studios EMI, le 6 juin 1962. Le producteur juge cependant la chanson trop faible pour un premier single. Les chansons Love Me Do et P.S. I Love You, toutes deux principalement composées par Paul McCartney, seront choisies et ce 45 tours sortira le 5 octobre 1962.
Le 11 juin, moins d'une semaine après leur test d'artistes chez EMI, les quatre musiciens se présentent dans le Playhouse Theater (en), un studio de la BBC à Manchester, pour leur seconde apparition à l'émission radiophonique Teenager's Turn - Here We Go. Ils y enregistrent Bésame mucho, A Picture of You (en) et Ask Me Why pour être diffusée le vendredi le 15 et qui sera entendue par 1,8 million de britanniques. Cette prestation possède un arrangement un peu différent de la version entendue sur disque.

## Enregistrement
Une version de Ask Me Why avec Pete Best à la batterie a été enregistrée le 6 juin 1962. Cependant, comme toutes les prises réalisées ce jour-là, jugée inutilisable, elle a été détruite dans la foulée. La chanson ne refait donc surface que quelques mois plus tard, avec Ringo Starr derrière les fûts, lorsqu'il s'agit de préparer le deuxième single du groupe. La face A du single doit être Please Please Me. Pour contrebalancer ce rock assez vivant et ponctué d'harmonica, Ask Me Why, beaucoup plus calme, est choisie en face B.
Les deux faces du single sont enregistrées le 26 novembre 1962 en début de soirée. Ringo Starr y prend sa place définitive derrière la batterie (lors de l'enregistrement du premier single du groupe, un batteur professionnel, Andy White, avait été engagé par les producteurs). Six prises sont réalisées pour Ask Me Why. Les mixages mono et stéréo sont produits .

### Interprètes
- John Lennon : chant, guitare rythmique
- Paul McCartney : chœurs, guitare basse
- George Harrison : guitare solo
- Ringo Starr : batterie

### Équipe de production
- George Martin : producteur
- Norman Smith : ingénieur du son
- Un deuxième ingénieur du son inconnu

## Parution
Ask Me Why paraît pour la première fois au Royaume-Uni en face B du single Please Please Me le 11 janvier 1963. Elle est créditée, avec sa face A, à « McCartney/Lennon ». Comme il n'existe pas à l'époque de classement faisant l'unanimité, il est impossible de dire s'il s'agit du premier no 1 des Beatles. Certains journaux d'époque lui ont accordé cette position, mais pas tous. Le premier single no 1 incontestable du groupe est donc le suivant, From Me to You. Please Please Me/Ask Me Why est également distribué aux États-Unis par le label Vee Jay à partir du 25 février suivant, Capitol Records ne souhaitant pas s'en charger dans un premier temps.

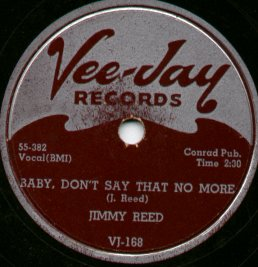
Le single Please Please Me/Ask Me Why est un des rares disques des Beatles publiés aux États-Unis par le label Vee Jay.

La chanson paraît également, au Royaume-Uni, sur l'album Please Please Me le 22 mars 1963, en sixième position de la face A. Ce 33-tours se classe en première position des charts durant trente semaines avant d'être détrôné par With the Beatles, deuxième album du groupe. Dans ce même pays, elle apparaît sur l'EP All My Loving le 7 février 1964. Aux États-Unis, Vee Jay la publie après divers soucis financiers et judiciaires sur l'album Introducing... The Beatles le 10 janvier 1964 ainsi que sur l'EP Souvenir of Their Visit to America en mars de la même année. Capitol, après avoir récupéré les droits, la publie sur The Early Beatles le 22 mars 1965. Une version bootleg apparaît enfin sur l'album Live! at the Star-Club in Hamburg, Germany; 1962 en 1977.
Jouée à cinq reprises dans les studios de la BBC (dont celle avec Pete Best comme batteur), la version enregistrée le 3 septembre 1963 et diffusée le 24 du même mois à l'émission Pop Go the Beatles (en), se retrouve sur On Air - Live At The BBC Volume 2.

### Publication en France
La chanson arrive en France en septembre 1963 sur la face A d'un 45 tours EP (« super 45 tours »), accompagnée  de From Me to You ; sur la face B figurent I Saw Her Standing There et Please Please Me. La pochette est illustrée d'une photo d'Angus McBean (en), la même que celle sur le EP The Beatles' Hits.

## Reprises
Sur le plan des reprises, Ask Me Why fait partie des chansons interprétées par les Merseyboys en 1964, lorsqu'ils se spécialisent dans les reprises des chansons des Beatles. Les Lionceaux l'adaptent en français sous le titre Je suis fou cette même année. Enfin, les Smithereens la reprennent en 2008 sur leur album de faces B des Beatles.

## Liens Externes
- Apprendre "Ask Me Why" à la guitare (Vidéo)